# Ambassadör

Hans Holbeins Ambassadörerna (1533), den franska ambassadören till det engelska hovet och det franska sändebudet till Kyrkostaten

Ambassadör (av franska ambassadeur) är ett diplomatiskt sändebud och del av ett lands utrikesrepresentation, tillika chef för ambassaden (beskickningen), och enligt Wienkonventionen om diplomatiska relationer (1961) en diplomat av högsta rang. Ambassadörers fullständiga titel är ofta "extraordinär och plenipotentiär ambassadör"; ambassadörer tituleras "excellens". I andra sammanhang kan ambassadör avse företrädare utan plenipotentiär makt, som fallet är för till exempel goodwill-ambassadörer.
Ambassadörer har fullmakt som en stats högsta representation, vanligen stadigvarande stationerad i viss annan stat, med vilken den egna staten har diplomatiska förbindelser, men även organisationer, till exempel FN. Enligt praxis och Wienkonventionen har ambassadörer immunitet i gästlandet, det vill säga att de kan inte ställas inför rätta. Ambassadörer ackrediteras per Wienkonventionen till statschefer.
Ambassadörer har i regel sin tjänstebostad i ett residens.

## Historia
Sändebud har sedan urminnes tider varit en nödvändig del av staters diplomatiska relationer, men de första sändebuden hade tillfälliga missioner och förväntades återkomma efter slutfört uppdrag. Sändebuden var som regel släktingar till den statschef de företrädde. Det moderna diplomatiska systemet härrör från renässansens Italien och den diplomatiska tradition de inhämtade från Bysantinska riket. Från åtminstone denna tid uppkommer titeln ambassadör och dess ackreditering till statschef. 1487 sändes den första permanenta beskickningen från en stat till en annan, då Spanien sände en ambassadör vid namn Roderigo Gondesalvi de Puebla till engelska hovet. Ambassadör var redan då av högsta rang, och praktiskt taget alltid utsågs adelsmän till posten. För att koordinera och administrera de utländska beskickningarna, inrättades utrikesdepartement, i Sverige tidigare kallad Konungens kabinett för den utrikes brevväxlingen. Efter att diplomatin brutit samman vid franska revolutionen och Napoleonkrigen, standardiserades det internationella systemet avseende diplomatin vid Wienkongressen 1814–1815. Efter andra världskriget uppkom normen att ett utländskt sändebud till annan stats statschef skulle vara av ambassadörs rang.
Ackrediterade ambassadörers titel är numera "extraordinär och plenipotentiär ambassadör"; tidigare avsåg extraordinära ambassadörer sådana som var sändebud på tidsbegränsade missioner.

## Diplomatisk rang
De sändebud som skickades på särskilda diplomatiska uppdrag under medeltiden kunde omväxlande kallas legatos, orator, nuntius, ablegatus, commissarius, procurator, mandatarius, agens eller ambaxator (ambassadör), utan någon betydelseskillnad mellan beteckningarna. 1268 i Venedig kallades vilken diplomat som helst ambassadör.
Den första rangordningen mellan olika diplomater uppställdes i Florens, och på 1500-talet talar Machiavelli om ambasiadori som en diplomatisk värdighet snarare än som ett ämbete med särskilda uppdrag som skulle skilja sig från andra diplomaters. Under 1500-talet användes två beteckningar på sändebud: ambassadörer och residenter, det senare en ambassadör av andra rang. Eftersom ambassadören företrädde sin suverän (monark, kejsare, etc.) på främmande ort, förväntades ambassadören omge sig med samma ståt som denne. Av den anledningen infann sig ett av ekonomiska skäl tvingande behov av diplomater av lägre rang, och under de följande århundradena uppkom ett flertal sådana befattningar.
Ordinära ambassadörer, liksom för övrigt även envoyéer, började benämnas "extraordinära" under 1600-talet, fastän detta dessförinnan avsett ambassadörer på särskilda, temporära uppdrag. Orsaken tycks vara att jämställa ambassadörerna - som kom från rika länder, eller länder som var villiga att lägga ner stora summor på utrikesrepresentation - med andra diplomater.
Med fördraget den 19 mars 1815 under Wienkongressen, den så kallade Reglement, standardiserades den diplomatiska rangen, och detta befästes och vidareutvecklades vid Aix-la Chapelle 21 november 1818. Rangordningen per Wienkongressen var:
1. Ambassadörer, legater, nuntier
2. Envoyé extraordinaire och plenipotentiära ministrar, samt övriga ministrar som ackrediteras till suveränen
3. Ministerresidenter
4. Chargés d'affaires

Detta system accepterades av nästan alla stater, utom till exempel Turkiet.
Den diplomatiska rangordningen ändrades sedan med Wienkonventionen som FN antog 1961 (artikel 14):
1. Ambassadörer och nuntier, samt övriga med liknande rang, som ackrediteras till en statschef
2. Envoyéer, ministrar och internuntier, som ackrediteras till statschef
3. Charges d'affaires som ackrediteras till utrikesministeriet

## Sveriges ambassadörer
Sveriges ambassadörer får formellt sitt uppdrag av Sveriges statschef, men utses i praktiken av regeringen. Diplomatkåren lyder under Utrikesdepartementet. Sedan 1947 har Sverige en ambassadör vid Förenta nationerna; den första att ha den posten var Gunnar Hägglöf. År 1994 utsågs för första gången Sveriges ständiga representant vid Europeiska unionen, vilken också har titeln ambassadör. Uppdraget gick då till chefsförhandlaren för Sveriges anslutning till EU, Frank Belfrage. Förutom dessa har Sverige även en ambassadör vid Natos högkvarter i Bryssel, vid Unesco och OECD i Paris, vid FN-organen i Genève (två ambassadörer, till WTO respektive övriga organ), vid OSSE i Wien, vid Europarådet i Strasbourg samt vid FAO i Rom.